# Эпитропия
Эпитропи́я (греч. Επιτροπή — комиссия) — в греческом церковном праве, а также в греческом обществе — структура самоуправления.
Эпитропия образуется путём выборов. Голосованием (личным указом архиерея) избираются члены комиссий (эпитропы), которые впоследствии осуществляют исполнительную власть. В случае внезапной болезни архиерея (возглавляющего эпитропию), приводящей к его временной неспособности управлять епархией, управление берёт на себя эпитропия под председательством либо старейшего эпитропа, либо эпитропа, занимающего должность представителя архиерея.
Эпитропия носит внутренний и часто временный характер.
Эпитропия бывает епископская, архиепископская, митрополичья и патриаршая (в зависимости от того какой титул имеет архиерей, который её собирает; при этом, если Митрополией управляет епископ, то эпитропия называется все равно митрополичьей), а также эпитропия (чаще всего — главная или центральная) определенной епархии (вне зависимости от титула управляющего ею архиерея).
Члены эпитропии, как правило, назначаются лично архиереями; при этом, должность эпитропа члену комиссии может и не присуждаться. Эпитропы, в основном в Греческой Церкви, имеют одновременно должности сакеллариев, скевофилаксов, экономов, казначеев и другие. Так, устав Афонского Пантелеимонова Монастыря предписывает, что «исполнительная власть монастыря состоит из игумена, которому помогает эпитропия (попечительная комиссия из трёх человек), с которой он сотрудничает во всех вопросах административного и хозяйственного характера» (статья 13). Так же и «печать монастыря хранится в кассе игуменского зала, ключи от которой находятся у игумена и одного из эпитропов» (статья 17). «Кроме общих обязанностей административного характера, первый и второй эпитропы одновременно исполняют и обязанности казначеев. Они имеют ключи от малой казны (кассы), находящейся в соборном зале, получают деньги и производят оплату платежей текущих расходов в рамках, определенных собором старцев. Все поступления и выплаты должны обязательно осуществляться в соборном зале монастыря» (статья 18), а «третий эпитроп выполняет обязанности эконома, и под его непосредственным контролем находятся монастырские рабочие, вьючные животные и другие средства перевозки. Он также следит за огородами, виноградниками и другой монастырской собственностью; проявляет особую заботу о лесе монастыря. В этом ему помогает лесничий из монастырской братии» (статья 19). Для того чтобы понять какую должность занимает эпитроп, её вносят в скобки. Например: эпитроп (эконом) и т. п. Самой редкой эпитропской должностью является Представитель архиерея. По своей сути, она является дипломатической, так как данный эпитроп представляет интересы архиерея вне канонической территории его епархии (вследствие запрета архиерею покидать пределов своей епархии — 14 правило Св. Апостолов): для организации совместных богослужений архиереев, паломнических поездок; представлении на официальных мероприятиях и встречах. Так же, эпитроп (представитель) может быть советником архиерея. Вся его деятельность (дипломатическая миссия) основывается на 32, 39 и 41 правилах Свв. Апостолов, 2 правиле Второго Вселенского Собора (Константинопольского), 8 правиле Четвёртого Вселенского Собора (Халкидонского), 2 правиле Трульского Собора, 11 правиле Поместного Собора Антиохийского; а деятельность подтверждается Представительной грамотой (33 правило Св. Апостолов) и документом, подтверждающим эпитропское назначение (напр., Эпитропским свидетельством). Оба эти документа могут быть помещены в папку, в которую могут подшиваться дипломатические ноты и иные особо важные документы. По специфики своей деятельности, Эпитропы (представители) могут быть отождествлены с нунциями, которые уравнены в правах с дипломатами; поэтому и эпитропов (представителей) можно смело считать дипломатами (тем более, что во многих странах мира Церковь отделена от государства). По-сути, должность эпитропа и нунция тождественна должности чрезвычайного и полномочного посла в светской дипломатии. Именно поэтому иногда, в качестве уточнения, пишут: эпитроп (посол-Представитель).

## В современной Церкви
Биограф Святителя Нектария Эгинского Софоклис Димитракопулос описывает его взаимоотношения с Главной Епископской эпитропии Халкиды (во время пребывания в Халкидской архиепископии); в частности — с эпитропом (экономом) Николаем Зафиропулосом, эпитропом (сакелларием) Пантолеоном Цалисом и другими.
2 мая 2012 года агентство «Амен» сообщило об обстреле, которому подвергся архимандрит Иоаким (Василау), эпитроп Трипольской Митрополии (Александрийская Православная Церковь).